# 체펠린 비행선 목록
이하 내용은 1900년에서 1938년까지 체펠린 비행조선에서 건조했던 경식비행선들의 전체 목록이다.
체펠린사의 경식비행선은 LZ 1/2/3/……으로 넘버링을 매겼으며, 여기서 LZ란 “체펠린 비행선“(독일어: Luftschiff Zeppelin 루프트쉽 체펠린[*])의 약자다. 민수용 비행선의 경우 이 번호 뒤에 이름이 붙었고, 군사용은 "전술번호"가 부여되었다.
1997년 이래로 체펠린사에서 체펠린 NT라는 새로운 비행선을 만들어 띄우고 있지만, 이것들은 반경식비행선이기 때문에 이 목록에 포함하지 않는다.
| 생산번호 | 선급 | 이름／전술번호  | 용도                                | 초도비행         | 비고사항 | 사진 |
| -------- | ---- | --------------- | ----------------------------------- | ---------------- | --- | ---- |
| LZ 1     | A    |                 | 실험기                              | 1900년 7월 2일   | 3회 실험비행하여 라 프랑스의 최고속력 기록을 갱신. 1901년 자금난으로 해체. |      |
| LZ 2     | B    |                 | 실험기                              | 1906년 1월 17일  | 1905년 11월 30일 콘스탄체호 격납고에서 이륙에 실패. 2차 시도에서 이륙은 성공했으나 비상불시착하여 수리불능의 손상을 입음. |      |
| LZ 3     | B    | Z I             | 실험기; 육군기                      | 1906년 10월 9일  | 최초로 성공한 체펠린 비행선. 여러 차례 장기간 비행에 성공해 1908년 독일 육군에서 매입해감. 훈련기로 사용하다 1913년 퇴역. |      |
| LZ 4     | C    |                 | 육군기                              | 1908년 6월 20일  | 1908년 7월 1일 12시간 비행에 성공. 동년 8월 4일 24시간 비행에 도전했으나 12시간 비행 후 기관 수리를 위해 에히테르딩겐 근교에 착륙. 그날 밤 강풍으로 고박끈이 끊어져 완파됨. |      |
| LZ 5     | C    | Z II            | 육군기                              | 1909년 5월 26일  | 1910년 3월 25일 바일부르크 근교에서 강풍으로 완파됨. |      |
| LZ 6     | D    | Z III           | 육군기, 민항기                      | 1909년 8월 25일  | 최초로 무선통신을 실험. 독일 비행선운수 주식회사(DELAG)에서 운용한 첫 비행선. 1910년 9월 14일 바덴바덴의 격납고에서 화재로 파괴됨. |      |
| LZ 7     | E    | 도이칠란트      | 민항기                              | 1910년 6월 19일  | 1910년 6월 28일 토이토부르크숲 상공에서 뇌우를 만나 추락, 수리불능으로 파손됨. |      |
| LZ 8     | E    | 도이칠란트 2    | 민항기                              | 1911년 3월 30일  | 1911년 5월 16일, 격납고에서 나오다 강한 측풍 때문에 수리불능으로 파손됨. |      |
| LZ 9     | F    | 보충 Z II       | 육군기                              | 1911년 10월 2일  | 1914년 8월 1일 퇴역. |      |
| LZ 10    | F    | 슈바벤          | 민항기                              | 1911년 6월 26일  | 218회 비행하며 1,553 명의 승객을 수송. 1912년 6월 28일 뒤셀도르프 근교의 계류장에서 강풍을 맞고 화재로 파괴. 지상요원들 일부가 다쳤다. |      |
| LZ 11    | G    | 빅토리아 루이제 | 민항기, 이후 군용 징발              | 1912년 2월 19일  | DELAG에서 민항기로 사용한 뒤 제1차 세계대전 발발 이후 독일 군부에서 징발, 훈련기로 사용했다. 1915년 10월 1일 격납고에서 파괴됨. |      |
| LZ 12    | F    | Z III           | 육군기                              | 1912년 4월 25일  | 1914년 8월 1일 퇴역. |      |
| LZ 13    | G    | 한자            | 민항기; 이후 해군기, 그 이후 육군기 | 1912년 7월 30일  | 399회 비행하여 누적거리 44,437 킬로미터를 비행했다. 1912년 9월 19일, 사장 페르디난트 폰 체펠린 백작이 직접 조종하여 덴마크와 스웨덴을 방문했다. 이것이 체펠린 비행선 최초의 비행. 1차대전 때 군에 징발되었다가 1916년 중반 퇴역.                                                                                                   |      |
| LZ 14    | H    | L 1             | 해군기                              | 1912년 10월 7일  | 1913년 9월 9일 북해에서 폭풍우에 휘말려 추락, 승무원 14명이 익사(헬골란트섬 참사). 최초의 체펠린 비행선 사망사고. |      |
| LZ 15    | H    | 보충 Z I        | 육군기                              | 1913년 1월 16일  | 1913년 3월 19일 경착륙하다 파괴됨. |      |
| LZ 16    | H    | Z IV            | 육군기                              | 1913년 3월 14일  | 1913년 4월 3일, 가시거리 불량과 항법 오류가 겹쳐 실수로 프랑스 영공으로 넘어감. 뤼네빌의 연병장에 착륙해 프랑스측이 체펠린 비행선에 대한 상세한 정보를 얻게 됨. 1차대전 중에는 1914년 8월 동프로이센 상공에서 정찰임무를 수행했고 1914년 9월 24일 바르샤바를 폭격함. 이후 훈련기로 사용되다 1916년 가을 퇴역.                      |      |
| LZ 17    | H    | 작센            | 민항기, 이후 해군기, 그 이후 육군기 | 1913년 5월 3일   | 419회 비행하여 승객 9,837명을 수송. 누적 비행거리 39,919 킬로미터. 1차대전 때 군에 징발됨. 에른스트 아우구스트 레흐만이 처음 함장으로서 지휘한 비행선으로, 투하용 폭탄 현수가와 진보된 무선실, 기관총좌를 갖추도록 개조되었다. 앤트워프를 처음 폭격했을 때 820 킬로그램의 폭탄을 싣고 12시간을 체공했다. 1916년 가을 퇴역.         |      |
| LZ 18    | I    | L 2             | 해군기                              | 1913년 9월 9일   | 1913년 10월 17일 시험비행 때 새어나온 수소가스가 기관부로 흘러들어가 폭발(요하니스탈 참사). 승무원 전원 사망. |      |
| LZ 19    | H    | 제2보충 Z I     | 육군기                              | 1913년 6월 6일   | 1914년 6월 13일 경착륙 후 수리불능으로 파손됨. |      |
| LZ 20    | H    | Z V             | 육군기                              | 1913년 7월 8일   | 1차대전 초기 서폴란드 지역에서 정찰임무를 수행. 타넨베르크 전투 때 므와바를 공격하다 지상의 화재에 휘말려 불시착. 승무원들은 포로로 잡혔다. |      |
| LZ 21    | K    | Z VI            | 육군기                              | 1913년 11월 10일 | 1914년 8월 6일 리에주를 폭격했다. 이것이 1차대전 최초의 비행선 공습임무였다. 이 때는 폭격용 폭탄 대신 야포탄을 떨어뜨렸다. 현수가 구조가 부적절하여 저공폭격이 강제되었고, 지상 방어군의 총격에 기낭이 찢어졌다. 쾰른으로 회항했으나 본 근교의 숲에 불시착해 파괴되었다.                                                           |      |
| LZ 22    | L    | Z VII           | 육군기                              | 1914년 1월 8일   | 1914년 8월 21일 알자스 보주산맥에서 후퇴하는 프랑스군을 찾아 캠프에 폭탄을 떨구는 임무에 투입되었다. 구름 속에 들어간 Z VII가 구름에서 빠져나온 순간 프랑스군 본대의 바로 위였고, 프랑스군의 총격을 받아 기낭이 찢어져 로트링겐의 생퀴린에 불시착했다.                                                                             |      |
| LZ 23    | L    | Z VIII          | 육군기                              | 1914년 5월 11일  | 1914년 8월 21일, Z VII와 같은 임무를 받고 출격한 Z VIII는 불과 수백 피트 높이에서 프랑스 육군과 교전했다. “수천 발의 총알”을 받아낸 끝에 바동빌레르 근교의 무인지대에 불시착했다. 승무원들은 기밀문서를 소각하고 비행선 자체도 불태우려 했지만 수소가 나 새어나가서 불이 붙지 않았다. 이후 승무원들은 프랑스군에 포로로 잡혔다.    |      |
| LZ 24    | M    | L 3             | 해군기                              | 1914년 5월 11일  | 24회 북해 상공 정찰임무를 수행한 뒤 1915년 1월 19일 잉글랜드 폭격 임무에 투입됨. 동년 2월 17일, 기관 고장과 강한 역풍, 연료 부족 등 복합적인 이유로 덴마크에 경착륙한 뒤 방기됨. 승무원들이 모두 탈출한 비행선을 거센 바람이 북해로 날려보내 실종됨.                                                                               |      |
| LZ 25    | M    | Z IX            | 육군기                              | 1914년 7월 13일  | 북프랑스에서 정찰 및 폭격 임무를 수행. 1914년 8월 25일 앤트워프에 폭탄 9개를 떨어뜨려 26명의 사상자를 발생시키고 벨기에 왕궁을 파손함. 당시 벨기에 왕실이 왕궁에 소재 중이었기에 크게 비난받았다. 1914년 10월 8일 뒤셀도르프의 격납고에서 영국 해군항공대의 레지널드 마릭스가 떨어뜨린 폭탄을 맞고 파괴됨.                         |      |
| LZ 26    | N    | Z XII           | 육군기                              | 1914년 12월 14일 | 북프랑스와 동부전선에서 11차례 출동해서 20,000 킬로그램의 폭탄을 투하했다. 1915년까지 바르샤바-상트페테르부르크 철도의 말키나-비아위스토크 구간에 9,000 킬로그램의 폭탄을 투하했다. 한 번 비행할 때마다 3,000 킬로그램씩 폭탄을 실을 수 있었다. 1917년 8월 8일 퇴역.                                                               |      |
| LZ 27    | M    | L 4             | 해군기                              | 1914년 8월 18일  | 북해상에서 11회 정찰비행을 수행하고, 1915년 1월 20일 최초의 잉글랜드 본토 폭격에 참여했다. 1915년 2월 17일 폭풍을 맞아 덴마크 블로반드슈크에 불시착했다. 승무원 11명이 구류되고, 4명은 돌풍을 맞은 비행선째로 바다로 날려가 실종되었다.                                                                                            |      |
| LZ 28    | M    | L 5             | 해군기                              | 1914년 9월 22일  | 북해와 발트해에서 47회 정찰비행을 수행했고, 적의 기뢰를 탐지하는 데 큰 공을 세웠다. 두 차례 공습임무에 투입되어 700 킬로그램의 폭탄을 투하했다. 1915년 8월 7일 러시아 방공군의 사격을 받아 수리불능으로 파손되었다. |      |
| LZ 29    | M    | Z X             | 육군기                              | 1914년 10월 13일 | 칼레와 파리를 두 차례 폭격하여 1,800 킬로그램의 폭탄을 투하했다. 귀환하는 길에 적의 방공사격에 심하게 파손되어 생캉탱에 불시착한 뒤 해체되었다. |      |
| LZ 30    | M    | Z XI            | 육군기                              | 1914년 11월 15일 | 바르샤바, 그로드노 등 동부전서 도시들을 공습하는 데 사용되었다. 1915년 5월 20일 동부전선에서 사고로 파괴됨. |      |
| LZ 31    | M    | L 6             | 해군기                              | 1914년 11월 3일  | 1914년 12월 25일 쿡스하펜 공습에서 독일측 방어전력으로 참전했다. 1914년 12월 25일 HMS 엠프리스를 공습했으나 침몰시키지는 못했다. 북해 해상에서 36회 정찰비행을 하며 기뢰밭을 찾았다. 이후 잉글랜드 본토 공습에 1회 참여해 700 킬로그램의 폭탄을 투하했다. 1916년 9월 16일 풀스뷔텔의 격납고에서 화재가 나 LZ 36과 함께 파괴되었다. |      |
| LZ 32    | M    | L 7             | 해군기                              | 1914년 11월 20일 | 북해상에서 77회 정찰비행을 했고, 잉글랜드 해안도시를 여러 번 공습했으나 성과는 크지 않았다. 1916년 5월 4일 HMS 파에톤과 HMS 갈라테아의 대공포화를 맞아 바다에 추락했고, 영국군 잠수함 HMS E31의 어뢰를 맞아 완파되었다. |      |
| LZ 33    | M    | L 8             | 해군기                              | 1914년 12월 17일 | 서부전선에서 정찰임무에 사용되었다. 1915년 3월 5일 벨기에 티넌에서 대공포화를 맞고 추락했다. 승무원 21명 전원 몰살. |      |
| LZ 34    | M    | LZ 34           | 육군기                              | 1915년 1월 6일   | 동부전선에서 두 차례 공습임무에 투입되어 1,110 킬로그램의 폭탄을 투하했다. 1915년 6월 21일 인스터부르크 근교에서 거센 대공포화를 맞고 불탔다. |      |
| LZ 35    | M    | LZ 35           | 육군기                              | 1915년 1월 11일  | 프랑스 파리와 벨기에 포페링에를 두 차례 공급해 2,420 킬로그램의 폭탄을 투하했다. 적의 대공포화로 벨기에 알터르 근교에 불시착한 뒤 폭풍을 맞아 파괴되었다. |      |
| LZ 36    | O    | L 9             | 해군기                              | 1915년 3월 8일   | 북해상에서 74회 정찰비행을 수행했다. 잉글랜드에 4회 공습임무에 투입되어 5,683 킬로그램의 폭탄을 투하했다. 영국군 잠수함도 여러 차례 공격했다. 1916년 9월 16일 격납고 화재로 LZ 31과 함께 불탔다. |      |
| LZ 37    | M    | LZ 37           | 육군기                              | 1915년 3월 4일   | 1915년 6월 7일 칼레 공습임무에 처음 투입되었다가 레지널드 원퍼드 중위의 모란-솔니에르 L에게 격추되어 헨트 근교의 진트아만츠베르크에 추락했다. 원퍼드는 이 공적으로 빅토리아 십자장을 수훈했다. |      |

## 같이 보기
- 경식비행선